# Titanoeca intermedia
Espèce
Titanoeca intermedia est une espèce d'araignées aranéomorphes de la famille des Titanoecidae.

## Distribution
Cette espèce se rencontre au Pakistan et en Inde au Cachemire.

## Description
Le mâle syntype mesure 4 mm et la femelle syntype 4,5 mm.

## Systématique et taxinomie
Cette espèce a été décrite par Caporiacco en 1934.

## Publication originale
- Caporiacco, 1934 : « Aracnidi dell'Himalaia e del Karakoram, raccolti dalla Missione italiana al Karakoram (1929-VII). » Memorie della Società Entomologica Italiana, vol. 13, p. 113-160.